# Acen Razvi
Pour les articles homonymes, voir Razvi.
Acen Razvi est un producteur musical britannique de breakbeat hardcore et techno hardcore. 

## Biographie
Acen est connu pour des titres tels que Close Your Eyes, Window in the Sky et Trip II the Moon (ces deux derniers en 1992). Il a travaillé pour l'écurie Production House Records, qui a également fait connaître Baby D. Il a sorti l'album 75 Minutes.
Il a également collaboré avec Floyd Dyce, de Baby D, pour former The House Crew.
Il est désormais cinéaste, se spécialisant dans les courts métrages sous le nom d'Acen Films Limited. En plus de produire des morceaux de musique de danse, son objectif est de fusionner les formes d'art et d'introduire des perceptions visuelles et musicales pionnières à de nouveaux publics.

## Accueil
En 1999, Tom Ewing de Freaky Trigger décrit Acen Razvi comme « l'artiste le plus sous-estimé de la décennie » : « sa série de singles vinyles, lancés sur le marché bouillonnant de la danse de 1992-1993, est sans exception stupéfiante. Acen est le plus luxuriant et le plus lyrique des grands producteurs hardcore, et si son inventivité jubilatoire et sa façon de manier les samples sont plus typiques de l'époque, cela ne fait que montrer à quel point celle-ci était incroyable. Plus que tout autre producteur, Acen incarne pour moi la beauté, la vélocité et la liberté du hardcore. »  Dans sa liste des « 100 meilleurs singles des années '90 », Trip II the Moon (Part 2) se classe à la 23e place et Close Your Eyes (Optikonfusion !) à la 44e, tandis que Window in the Sky a failli figurer sur la liste.
En 2020, le journal The Guardian classe son titre Trip II the Moon à la deuxième place dans sa liste des « plus grands morceaux de rave hardcore ». 

## Discographie partielle
- 1992 : Trip II the Moon (re-mix) (71e place des charts britanniques)
- 1992 : Trip II the Moon (38e place des charts britanniques[5])
- 1992 : Window in the Sky (88e place des charts britanniques)
- 1992 : Collaborated with Dice sur When the Lion Awakes des Brother's Grimm
- 1994 : 75 Minutes
- 2002 : Licka (EP)